# Institut d'études politiques de Saint-Germain-en-Laye
Institut d'études politiques de Saint-Germain-en-Laye (cunoscut și prin apocopa Sciences Po Saint-Germain-en-Laye, Institutul de Studii Politice din Saint-Germain-en-Laye) este o instituție din domeniul științelor umane și sociale și al relațiilor internaționale. Sunt propuse studii de drept, de finanțe, de gestiunea resurselor umane, de comunicație, de marketing, de jurnalism, de urbanism și de mediul înconjurător.
A fost înființat în 2013.